# 第十三届全国人民代表大会各专门委员会
第十三届全国人民代表大会各专门委员会是中华人民共和国第十三届全国人民代表大会设立的专门委员会，任期由2018年3月至2023年3月。
2018年修正的《中华人民共和国宪法》第七十条规定：“全国人民代表大会设立民族委员会、宪法和法律委员会、财政经济委员会、教育科学文化卫生委员会、外事委员会、华侨委员会和其他需要设立的专门委员会。在全国人民代表大会闭会期间，各专门委员会受全国人民代表大会常务委员会的领导。”第十三届全国人民代表大会设立10个专门委员会：民族委员会、宪法和法律委员会、监察和司法委员会、财政经济委员会、教育科学文化卫生委员会、外事委员会、华侨委员会、环境与资源保护委员会、农业与农村委员会、社会建设委员会。
2018年3月13日第十三届全国人民代表大会第一次会议通过《第十三届全国人民代表大会第一次会议关于第十三届全国人民代表大会专门委员会主任委员、副主任委员、委员人选的表决办法》，并通过宪法和法律委员会、财政经济委员会主任委员、副主任委员、委员名单。2018年3月19日第十三届全国人民代表大会第一次会议通过八个专门委员会主任委员、副主任委员、委员名单。

## 民族委员会
2018年3月19日通过，组成人员共28名：
- 主任委员： 白春礼（满族）
- 副主任委员：肖怀远、洛桑江村（藏族）、乃依木·亚森（维吾尔族）、丹珠昂奔（藏族）、李康（女，壮族）、李锐（回族）、史大刚、那顺孟和（蒙古族）、哈尼巴提·沙布开（哈萨克族）
- 委员（按姓名笔划为序）：王砚蒙（女，傣族）、白文奇（蒙古族）、吉狄马加（彝族）、朴松烈（朝鲜族）、刘远坤（苗族）、杜小光（白族）、李飞跃（侗族）、杨成熙、吴月（女，黎族）、卓新平（土家族）、罗毅（布依族）、周敏（女）、郑军里（瑶族）、郭金才、郭振华、曹庆华（哈尼族）、韩梅（女，苗族）、嘉木样·洛桑久美·图丹却吉尼玛（藏族）[6]

2020年12月26日增补：
- 副主任委员：陈豪

2021年8月20日增补：
- 副主任委员：吴社洲

2021年10月23日增补：
- 副主任委员：雪克来提·扎克尔（维吾尔族）、齐扎拉（藏族）

2022年6月24日增补：
- 副主任委员：王志民

## 宪法和法律委员会
2018年3月13日通过，组成人员共19名：
- 主任委员：李飞
- 副主任委员：沈春耀、江必新、丛斌、徐辉、胡可明、刘季幸、周光权
- 委员（按姓名笔划为序）：于志刚、王俊峰、闫傲霜（女）、许安标、孙宪忠、吴浩、张荣顺、张勇、郑淑娜（女）、钟志明、柴绍良[4]

2018年6月22日辞职：
- 委员：张荣顺

2021年1月22日罢免：
- 委员：于志刚

2021年2月28日增补：
- 副主任委员：王宁

2022年4月20日增补：
- 副主任委员：应勇

2022年6月24日增补：
- 副主任委员：信春鹰（女）

## 监察和司法委员会
2018年3月19日通过，组成人员共20名：
- 主任委员：吴玉良
- 副主任委员：王教成、张苏军、王胜明、徐显明、韩晓武、李钺锋、李伟、刘海星、高友东
- 委员（按姓名笔划为序）：王长河、王峰、叶赞平、朱海仑、刘德培、齐玉、张立军、陈勇、韩立平、鲜铁可[6]

2018年4月17日增补：
- 委员：谢勇

2020年8月11日增补：
- 副主任委员：王家胜

2020年10月17日增补：
- 副主任委员：车俊

## 财政经济委员会
2018年3月13日通过，组成人员共23名：
- 主任委员：徐绍史
- 副主任委员：刘源、张毅、尹中卿、熊群力、谢经荣、乌日图（蒙古族）、刘新华（回族）、郭庆平
- 委员（按姓名笔划为序）：王力、王东京、吕薇（女）、朱明春、庄毓敏（女）、刘修文、孙宝厚、汪康、欧阳昌琼、周松和、徐如俊、骞芳莉（女）、蔡玲（女）、蔡继明[5]

2018年4月27日增补：
- 委员：刘政奎

2019年12月28日增补：
- 副主任委员：骆惠宁

2020年11月11日增补：
- 副主任委员：陈武（壮族）

2020年12月26日增补：
- 副主任委员：孙志刚、杜家毫

2021年10月23日增补：
- 副主任委员：刘家义、娄勤俭

2022年6月24日增补：
- 副主任委员：王东峰

## 教育科学文化卫生委员会
2018年3月19日通过，组成人员共32名：
- 主任委员：李学勇
- 副主任委员：冷溶、殷方龙、吴恒、杜玉波、杨树安、李静海、杨志今、刘谦、张平、邱勇
- 委员（按姓名笔划为序）：马旭（满族）、王铮、王巍、古小玉、左中一、田红旗（女）、任鸣、刘云志、李巍、何雷、张洪贺、庞丽娟（女）、贾平凹、徐延豪、高红卫、蒋立虹（女，彝族）、韩永进、程恩富、赫捷、廖昌永、樊代明[6]

2018年4月27日增补：
- 委员：车秀兰（女）

2020年5月18日增补：
- 副主任委员：殷一璀（女）

2020年8月11日增补：
- 副主任委员：宋普选

2020年10月17日增补：
- 副主任委员：陈求发（苗族）

2021年2月28日增补：
- 副主任委员：郑卫平

2021年10月23日增补：
- 副主任委员：吴英杰、许达哲

2022年6月19日去世：
- 委员：任鸣

2022年6月24日增补：
- 副主任委员：石泰峰

2022年10月30日免职：
- 副主任委员：石泰峰

## 外事委员会
2018年3月19日通过，组成人员共21名：
- 主任委员：张业遂
- 副主任委员：傅莹（女，蒙古族）、孙建国、张志军、鲁培军、陈凤翔、林建华、徐科（女）、张伯军、陈国民
- 委员（按姓名笔划为序）：王巍、石香元、刘健、许立荣、李义虎、何福胜、陈晋、陈福利、罗艳（女）、周弘（女）、夏伟东[6]

2020年12月26日增补：
- 副主任委员：刘赐贵

2021年2月28日增补：
- 副主任委员：赵宗岐

2021年8月20日增补：
- 副主任委员：韩卫国

2022年6月24日增补：
- 副主任委员：傅自应

## 华侨委员会
2018年3月19日通过，组成人员共19名：
- 主任委员：王光亚
- 副主任委员：罗保铭、贾廷安、黄龙云、张少琴、董中原、郭雷、曹鸿鸣
- 委员（按姓名笔划为序）：王树国、王贻芳、王辉忠、叶双瑜、宋琨、陈云英（女）、陈立、陈军（女，高山族）、郑奎城、董传杰、蒋漠祥[6]

2018年4月27日增补：
- 委员：陈紫萱（女）

2021年4月29日增补：
- 副主任委员：林铎

2022年2月28日增补：
- 副主任委员：李玉妹（女）

2022年6月24日增补：
- 副主任委员：咸辉（女）

## 环境与资源保护委员会
2018年3月19日通过，组成人员共24名：
- 主任委员：高虎城
- 副主任委员：王洪尧、陆东福、赵宪庚、龚建明、窦树华、吕彩霞（女）、张守攻、袁驷
- 委员（按姓名笔划为序）：万卫星、王军、王秀峰、王金南、王毅、向巧（女，苗族）、刘绍亮、沈岩、张光荣、张柏楠、张通、翁孟勇、矫勇、程立峰、谭琳（女）[6]

2020年4月29日增补：
- 副主任委员：程立峰

2020年5月20日逝世：
- 委员：万卫星

2020年12月26日增补：
- 副主任委员：巴音朝鲁（蒙古族）、于伟国

2021年8月20日增补：
- 副主任委员：布小林（女、蒙古族）

2021年10月23日增补：
- 副主任委员：李锦斌、刘奇

2022年6月24日增补：
- 副主任委员：邱水平

2022年10月30日辞职：
- 副主任委员：程立峰

## 农业与农村委员会
2018年3月19日通过，组成人员共22名：
- 主任委员：陈锡文
- 副主任委员：杜德印、王宪魁、廖晓军、李春生、龙庄伟（苗族）、李家洋、刘振伟、王刚、蔡昉
- 委员（按姓名笔划为序）：王超英、冯忠华、刘玉亭、许为钢、李登海、张沁荣（女）、张烈英、陈平华、周建军、赵立欣（女）、彭勃、魏后凯[6]

2018年4月27日增补：
- 委员：葛会波

2019年6月29日辞职：
- 委员：冯忠华

2021年8月20日增补：
- 副主任委员：蒋超良

2021年10月23日增补：
- 副主任委员：鹿心社

2022年2月28日增补：
- 副主任委员：李纪恒

2022年4月20日增补：
- 副主任委员：陈润儿

2022年6月24日增补：
- 副主任委员：彭清华

## 社会建设委员会
2018年3月19日通过，组成人员共24名：
- 主任委员：何毅亭
- 副主任委员：邓凯、江小涓（女）、景汉朝、宫蒲光、陈斯喜、李培林、任贤良、姚建年
- 委员（按姓名笔划为序）：马杰（女，回族）、王小云（女）、邓丽（女）、冯军、呂世明、江天亮（土家族）、何星亮、汪鸿雁（女）、金红光（朝鲜族）、郑功成、郎友良、孟建民、郭军（女）、谢国明、詹文龙[6]

2018年4月27日增补：
- 委员：许振超

2020年8月11日增补：
- 副主任委员：刘粤军

2021年6月10日增补：
- 副主任委员：王国生

2021年8月20日辞职：
- 委员：冯军

2021年8月20日增补：
- 副主任委员：袁誉柏

2021年10月23日增补：
- 副主任委员：阮成发

2022年4月20日增补：
- 副主任委员：王建军